# ولی ویو (کنتاکی)
ولی ویو، کنتاکی (به انگلیسی: Valley View, Kentucky) یک منطقهٔ مسکونی در ایالات متحده آمریکا است که در شهرستان مدیسون، کنتاکی واقع شده‌است.

## خصوصیات
ولی ویو ۱۷۵٫۸۷ متر بالاتر از سطح دریا واقع شده‌است.